# José Luis Turina
José Luis Turina de Santos (Madrid, 12 de octubre de 1952) es un compositor español, nieto de Joaquín Turina.

## Biografía
Estudió composición con Antón García Abril, Román Alís, Rodolfo Halffter y Carmelo Bernaola en los conservatorios de Barcelona y Madrid, y posteriormente obtuvo una beca del Ministerio español de Asuntos Exteriores para estudiar en la Academia Española de Bellas Artes de Roma, donde asistió a la clases de Perfeccionamiento de la Composición impartidas por Franco Donatoni en la Accademia di Santa Cecilia. 
En 1981, su obra Punto de Encuentro obtuvo el Primer Premio en el Concurso Internacional de Composición convocado por la Orquesta del Conservatorio de Valencia en conmemoración de su primer centenario. En 1986 ganó el Primer Premio del Concurso de Composición Musical “Reina Sofía”, de la Fundación Ferrer Salat, con la obra Ocnos (Música para orquesta sobre poemas de Luis Cernuda). En 1996 fue galardonado con el Premio Nacional de Música en composición del Ministerio de Cultura.
Profesor de Armonía en los Conservatorios de Cuenca y Madrid desde 1981, en 1993 fue designado Asesor técnico del Ministerio de Educación y Ciencia para la reforma de las enseñanzas artísticas en el marco de la Ley Orgánica de Ordenación General del Sistema Educativo (LOGSE), de 1990. En febrero de 2001 fue nombrado Director artístico de la Joven Orquesta Nacional de España, cargo que ocupó hasta su jubilación en marzo de 2020, y entre 2004 y 2015 fue Presidente de la Asociación Española de Jóvenes Orquestas. En abril de 2023 ingresa como académico de número de la Sección de Música de la Real Academia de Bellas Artes de San Fernando.
En septiembre de 2000 tuvo lugar en el Gran Teatro del Liceo (Barcelona) el estreno de su ópera D. Q. (Don Quijote in Barcelona), con texto de Justo Navarro y producción de La Fura dels Baus. En noviembre de 2001 el Tokyo String Quartet estrenó con gran éxito su cuarteto de cuerda “Clémisos y Sustalos”, escrito por encargo de dicha agrupación. En octubre de 2004 el Brodsky Quartet protagonizó en Cádiz el estreno de su cuarteto de cuerda “Las siete últimas palabras de Jesucristo en la Cruz”. En enero de 2006 fue el dedicatario del Ciclo de Música Contemporánea de la Orquesta Filarmónica de Málaga, interpretándose durante el mismo 18 obras suyas y publicándose con ese motivo un extenso estudio biográfico y un CD con cinco obras orquestales.

## Obra (selección)
Ópera y obras escénicas
- Ligazón (1981–82), ópera de cámara en un acto y cinco escenas, basada en una obra de Ramón del Valle-Inclán, estrenada el 2 de julio de 1982 en Cuenca.[2]
- La raya en el agua (1995-95). Estreno: 26 de septiembre de 1996, Círculo de Bellas Artes, Madrid
- D.Q. (Don Quijote en Barcelona) (1998–99); ópera in 3 actos basada en Don Quijote de Cervantes; libreto de Justo Navarro, puesta en escena de La Fura dels Baus en el Gran Teatro del Liceo de Barcelona. (2 de octubre de 2000)[3]
- Tour de Manivelle (2006-2007), para actriz y orquesta sobre textos del propio compositor, para cinco cortometrajes de Segundo de Chomón. Estreno: mayo de 2008, Teatro de la Zarzuela, Madrid.

Orquesta
- Punto de encuentro (1979)
- Pentimento (1983)
- Fantasía sobre una Fantasía de Alonso Mudarra (1989)
- El arpa y la sombra (1991)
- Música fugitiva (1992)
- Fantasía sobre doce notas (1994)
- Dos danzas sinfónicas (1996)
- La Commedia dell'Arte (2007)

Solistas y Orquesta
- Ocnos (Música para orquesta sobre poemas de Luis Cernuda) (1982–84), para recitador, violonchelo y orquesta
- Concierto para violín y orquesta (1987)
- Variaciones y desavenencias sobre temas de Boccherini (1988), concierto para clave y orquesta
- Concierto para piano y orquesta (1997)
- Concerto da chiesa (1998), para violonchelo y cuerdas
- Cuatro sonetos de Shakespeare (2001-2002), para soprano y orquesta
- Concierto para marimba y cuerdas (2012)

Coro y Orquesta
- Exequias (In memoriam Fernando Zóbel) (1984) para coro y orquesta de cámara
- Musica ex lingua (1989), sobre textos de Agustín García Calvo, Lope de Vega, Luis de Góngora, José Bergamín, Ramón del Valle-Inclán y Francisco de Quevedo
- Tres villancicos (2006)

Coro
- Para saber si existo (1979), sobre poemas de Gabriel Celaya
- Per la morte di un capolavoro (1995), sobre un poema de Gabriele D'Annunzio
- Canzon de cuna pra Rosalía Castro, morta (2003), sobre poemas de Rosalía de Castro y Federico García Lorca
- Ritirata notturna (2009)

Voz acompañada
- Epílogo del misterio (1979), sobre poemas de José Bergamín (mezzosoprano y piano)
- Primera antolojía (1979), sobre poemas de Juan Ramón Jiménez (soprano and piano)
- Tres sonetos (1992), sobre poemas de Lope de Vega, Luis de Góngora y Francisco de Quevedo (voz grave, clarinete, violín/viola y piano)
- Tres poemas cantados (1993), sobre poemas de Federico García Lorca (soprano and piano)
- Canción apócrifa (1994), sobre un poema de Antonio Machado (soprano and piano)
- Cinco canciones amatorias (1994), sobre poemas de escritores catalanes de los ss. XIV-XVI (soprano and piano or strings)
- En forma de cuento (1994), sobre un poema de Rafael Alberti
- Callada partida (2013), sobre un poema de Conchita Colón (mezzosoprano y sexteto con piano)
- Nada te turbe (2014), sobre un poema de Santa Teresa (recitador y piano)
- Cinco canciones verdes (2016), sobre textos de Safo, Delmira Agustini, Giuseppe Gioacchino Belli, Rainer Maria Rilke y Catulo (soprano y piano)
- Salomé, cáliz vacío (2016), Sobre poemas de Delmira Agustini, textos de Oscar Wilde y fragmentos de Salomé de Richard Strauss (soprano/actriz y piano)
- Soneto Quasi una Fantasía (2017), sobre el soneto "A Beethoven" de Gerardo Diego (soprano y piano)

Música de Cámara
- Movimiento (1978), para violín y piano
- Crucifixus (1978), para 20 instrumentos de cuerda y piano
- Homenaje a Cesar Franck (1979), para quinteto de viento
- Iniciales (1980), para flauta y piano
- Título a determinar (1980), para septeto
- Fantasía sobre "Don Giovanni" (1980), para piano a cuatro manos
- Trio (1982), para trío con piano
- Variaciones sobre dos temas de Scarlatti (2005), para sexteto
- Cuarteto en sol (1985), para cuarteto de cuerda
- La Commedia dell'Arte (1986), para flauta, viola y guitarra, y (1990), para flauta, viola y arpa
- Variaciones sobre un tema de Prokofiev (1986), para fagot y piano
- Sonata da chiesa (1986–87), para viola y piano
- Divertimento, aria y serenata (1987), para octeto de violas, y (1991), para octeto de violonchelos
- Dos duetos (1988) para violonchelo y piano, y (1992), para viola y piano
- Kammerconcertante (1988), para flauta en sol, clarinete bajo, violín, viola, violonchelo y contrabajo
- Seis metaplasmos (1990), para dos violines
- Variaciones y tema (series 1 y 2), sobre el Tema con variaciones "Ah, vous dirai-je, maman!", de W. A. Mozart (1990), para violín y piano, y (2008), para dos pianos
- Túmulo de la mariposa (1991), para clarinete, violonchelo y piano
- Sonata y Toccata (1991), para piano a cuatro manos
- Rosa engalanada (1992), para flauta y guitarra
- Cuatro cuartetos (1994), para cuatro corni de bassetto
- Tres palíndromos (1996), para piano a cuatro manos
- Scherzo para un hobbit (1997), para quinteto
- PasoDoppio (1999), para clarinete y violonchelo
- Paráfrasis sobre "Don Giovanni" (2000), para octeto de violonchelos
- Clémisos y Sustalos (2001), para cuarteto de cuerda
- Tres tercetos (2003), para trío con piano
- Octeto de agua (2004), para octeto de viento
- Las siete últimas palabras de Jesucristo en la cruz (2004), para cuarteto de cuerda
- Sonata (2004), para violín y piano
- Viaggio di Parnaso (2005), para trío con piano
- Cinco quintetos (2005), para quinteto de metales
- Hércules y Cronos (2008), para conjunto de metales y percusión
- Danzas entrelazadas (2011), para flauta, clarinete, percusión y sexteto con piano
- Die Windsbraut (2012), para quinteto de viento
- Paganini 24 (2013), para noneto
- Encore alla turca (2014), para noneto
- Burlesca (2015), para clarinete y sexteto con piano
- Seis fragmentos de "D.Q. (Don Quijote en Barcelona)" (2016), para quinteto de viento
- El juego del Cíclope (2017), para trombón y arpa
- Bach in excelsis (2017), para cuarteto de cuerda
- Consolación (2018), para trompa y piano
- El viento que nunca duerme (2019), para flauta, violín, viola y violonchelo

Instrumentos a solo
- Copla de cante jondo (1980), para guitarra
- ¡Ya "uté" ve...! (1982), para piano
- En volandas (1982), para violonchelo
- Dubles (1983), para flauta
- Scherzo (1986), para piano
- Amb "P" de Pau (1986), para piano
- Cinco preludios a un tema de Chopin (1987), para piano
- Cuatro estudios en forma de pieza (1989), para guitarra
- Cuatro estudios en forma de pieza (1989), para guitarra
- Due essercizi (1989), para clave
- Punto de órgano (1990), para órgano
- Notas dormidas (1992), para arpa
- Monólogos del viento y de la roca (1993), para guitarra
- Preludio sobreesdrújulo (1994), para guitarra
- Toccata (Homenaje a Manuel de Falla) (1995), para piano
- L'art d'être touché par le clavecin (Sonata para clave) (2000), para clave
- Homenaje a Isaac Albéniz (I. Jaén) (2001), para piano
- Partita (2001), para contrabajo
- Catdenza (2003), para clarinete
- Soliloquio (in memoriam Joaquim Homs) (2004), para piano
- Saeta (2006), para marimba
- Homenaje a Isaac Albéniz (II. León) (2009), para piano
- Dos cuadros de Marc Chagall (2009), para violín
- Homenaje a Isaac Albéniz (III. Salamanca) (2010), para piano
- Arboretum (2010), para guitarra
- El guardián entre los pinos (2011), para piano
- Collage, (sobre el Preludio nº 20 y los 24 Preludios de Chopin) (2014), para piano
- Jeu du solitaire (2012), para violín
- Viola joke (2017), capricho para viola

Discografía (selección)
- Crucifixus (1978), para 20 instrumentos de cuerda y piano
- Epílogo del misterio (1979), sobre poemas de José Bergamín (mezzosoprano y piano)
- Punto de encuentro (1979), para orquesta
- Primera antolojía (1979), sobre poemas de Juan Ramón Jiménez (soprano y piano)
- Copla de cante jondo (1980), para guitarra
- Fantasía sobre "Don Giovanni" (1980), para piano a cuatro manos
- Título a determinar (1980), para septeto
- Iniciales (1980), para flauta y piano
- En volandas (1982), para violonchelo
- Trio (1982), para trío con piano
- Pentimento (1983), para orquesta
- Ocnos (Música para orquesta sobre poemas de Luis Cernuda) (1982–84), para recitador, violonchelo y orquesta
- Exequias (In memoriam Fernando Zóbel) (1985), para coro y orquesta de cámara
- Variaciones sobre dos temas de Scarlatti (1985), para sexteto
- Amb "P" de Pau (1986), para piano
- Scherzo (1986), para piano
- Concierto para violín y orquesta (1987)
- Kammerconcertante (1988), para flauta en sol, clarinete bajo, violín, viola, violonchelo y contrabajo
- Fantasía sobre una Fantasía de Alonso Mudarra (1989), para orquesta
- Musica ex lingua (1989), para coro y orquesta
- Dos duetos (1989), para viola y piano
- Due essercizi (1989), para clave
- Cuarteto con piano (1990)
- El arpa y la sombra (1991), para orquesta
- Túmulo de la mariposa (1991), para clarinete, violonchelo y piano
- Música fugitiva (1992), para orquesta
- Rosa engalanada (1992), para flauta y guitarra
- Monólogos del viento y de la roca (1993), para guitarra
- Fantasía sobre doce notas (1994), para orquesta
- Dos danzas sinfónicas (1996), para orquesta
- Concierto para piano y orquesta (1997)
- Scherzo para un hobbit (1997), para quinteto
- D.Q. (Don Quijote en Barcelona) (1998–99), ópera
- L'art d'être touché par le clavecin (Sonata para clave) (2000), para clave
- Homenaje a Isaac Albéniz (I. Jaén) (2001), para piano
- Octeto de agua (2004), para octeto de viento
- Soliloquio (in memoriam Joaquim Homs) (2004), para piano
- Cinco quintetos (2005), para quinteto de metales
- La Commedia dell'Arte (2007), para orquesta
- Homenaje a Isaac Albéniz (II. León) (2009), para piano
- Collage, (sobre el Preludio nº 20 y los 24 Preludios de Chopin) (2014), para piano
- Dos cuadros de Marc Chagall (2009), para violín
- Exequias (In memoriam Fernando Zóbel) (1984) para coro y orquesta de cámara
- Viola joke (2017), capricho para viola